# Locaro parasassi

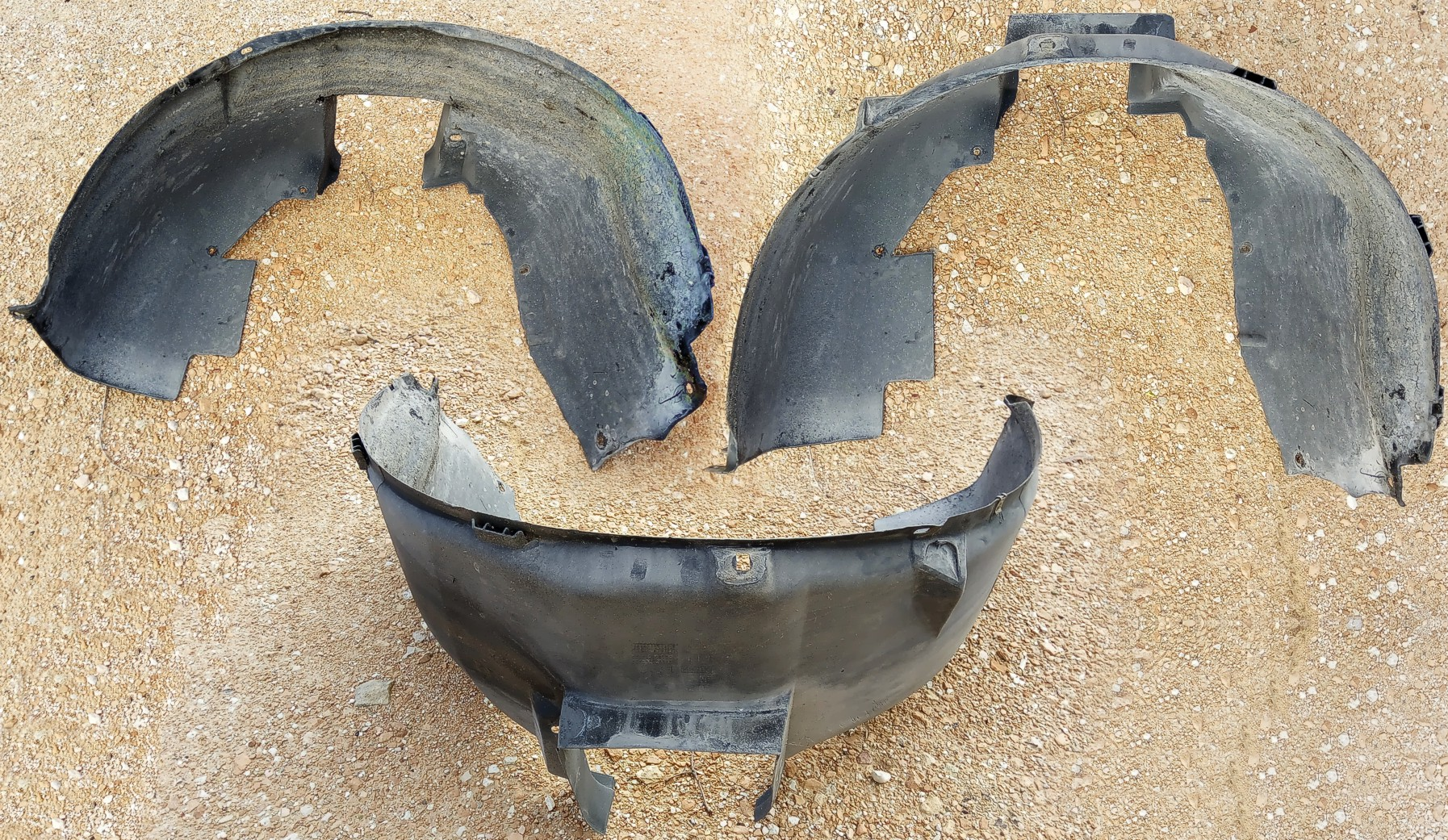
Locaro parasassi

Il locaro parasassi, erroneamente definito come "parafango interno" è quella parte protettiva che si trova all'interno del vano degli pneumatici e che protegge l'interno dell'auto dallo pneumatico stesso.
Il locaro generalmente è rivettato al passaruota o al resto della carrozzeria per la sua parte esterna mentre si ricongiunge allo scudo dell'auto inferiormente.
Il locaro può essere realizzato in materiale plastico se la sua funzione deve essere meramente protettiva da fango e schizzi provocati dallo pneumatico o aerodinamica, oppure può essere realizzato in materiali tessili (sia "autoportanti" sia laminati su supporto plastico) se è prevista anche una funzione acustica.